# براتیوشا بانرجی
براتیوشا بانرجی (انگلیسی: Pratyusha Banerjee; ‏۱۰ اوت ۱۹۹۱ – ۱ آوریل ۲۰۱۶) هنرپیشه اهل هند بود. وی بین سال‌های ۲۰۱۰ تا ۲۰۱۶ میلادی فعالیت می‌کرد.

## زندگی‌نامه
وی در ۱۰ اوت ۱۹۹۱ در جمشیدپور به دنیا آمد و در بسیاری از برنامه‌های تلویزیونی حاضر شد، در سال ۲۰۱۰ از سوی انجمن کشف استعداد برگزیده شد و برای کار به بمبئی نقل مکان نمود، در بسیاری از مجموعه‌های تلویزیونی هندی از جمله «بالیکا وادو» در سال ۲۰۱۰ درخشید.

## مرگ
جسد او در یکم آوریل سال ۲۰۱۶ در حالیکه از سقف خانه اش آویزان شده بود کشف گردید. براتیوشا بعد از آنکه برای آخرین بار با نامزد سابقش تماس گرفت، اقدام به خودکشی کرد و در منزلش خود را حلق آویز کرد و در بیمارستان جان باخت. او دختر شادی بود و هیچ اثری از افسردگی در او دیده نمی‌شد. علت این خودکشی، شکست عاطفی اعلام شد، زیرا نامزد براتیوشا با وی قطع رابطه کرده و با دختر دیگری نامزد کرده بود.